# Robert Marciat
Robert Marciat (1925-1995) est un peintre paysagiste belge né au Roux.

## Vie et œuvre
Robert Marciat est un tenant de ce qu'on a appelé « l'École de Châtelet », mais fut principalement autodidacte, bien qu'il ait admis avoir été influencé par Gustave Camus. Il fut un représentant de la peinture figurative. Marciat a participé à différents concours internationaux, dont celui de Paris en 1970, où il a obtenu la médaille d'argent internationale, avec une œuvre intitulée Bouquet de giroflées. Il a vécu toute sa vie dans une ancienne ferme à Le Roux, petit village champêtre dans l'entité de Fosses-la-Ville. C'est la nature aux environs de son cher village de Le Roux (paysages forestiers, hivernaux, brumes, flore, couchers de soleil) qui ont le plus inspiré Robert Marciat. Il a également peint L'Enfance abandonnée que l'artiste a offert au profit de la tombola de l'Œuvre de l'enfance abandonnée à Charleroi, en février 1964.